# Ковальов Сергій Миколайович
Сергі́й Микола́йович Ковальо́в (нар. 21 листопада 1971, Донецька область, УРСР) — колишній український футболіст. Виступав за збірну України. Нині тренер-селекціонер донецького «Шахтаря».

## Досягнення
- Володар кубка України: 1995, 1997, 2001
- Віце-чемпіон України: 1997, 1998, 1999, 2000